# 7713 Tsutomu
7713 Tsutomu eller 1995 YE är en asteroid i huvudbältet som upptäcktes den 17 december 1995 av den japanska astronomen Takao Kobayashi vid Ōizumi-observatoriet. Den är uppkallad efter den japanske amatörastronomen Tsutomu Ishibashi.
Asteroiden har en diameter på ungefär 3 kilometer och den tillhör asteroidgruppen Nysa.